# Samsung i710
Samsung Samsung SGH-i710 — коммуникатор компании Samsung Electronics, выпущенный в 2007 году.
Samsung SGH-i710 — коммуникатор, работающий под управлением Windows Mobile 5.0, оснащенный процессором Intel XScale PXA270 с частотой 416 мегагерц, 2-мегапиксельной камерой с автофокусом, и возможностью работать с множеством приложений. Всё это умещается в корпусе толщиной 13,5 мм.

## Характеристики
- Класс — коммуникатор
- Год выпуска — февраль 2007
- Стандарт GSM — 850/900/1800/1900
- Аккумулятор — Li-ion 1200 мАч (основной), 1800 мАч (дополнительный)
- Время работы в режиме разговора — 8,5 ч, в режиме ожидания — 250 ч
- Дисплей — 262144 цветов (TFT-Сенсорный)
- Точек — 240 × 320
- Вес — 109 граммов
- Размеры — 108,8 × 58 × 13,5 мм

## Достоинства
- Красивый и тонкий корпус
- Фотокамера с автофокусом
- Высокая производительность
- Длительная работа в автономном режиме
- Возможность работы с коммуникатором без стилуса
- Наличие в комплекте двух аккумуляторов с возможностью заряжать оба независимо друг от друга

## Недостатки
- Устаревшая на момент выпуска смартфона операционная система Windows Mobile 5.0 (однако существует официальная прошивка WM 6.0 UXEGG1, а также множество неофициальных прошивок WM 6.1 и WM 6.5)
- Отсутствие модуля Wi-Fi
- Поддерживаются microSD карты объёмом не более 2 ГБ. В неофициальных прошивках устранено путём использования альтернативного драйвера.